# Duc de France

La province de l'Île-de-France sous l'Ancien Régime et ses pays.

Le titre de duc de France est considéré par plusieurs généalogistes de l'Ancien Régime comme ayant été porté par divers princes au Moyen Âge et attaché au Pays de France.
De 1999 à 2019, ce titre est porté, après celui de comte de Paris, par Henri d'Orléans (1933-2019), prétendant orléaniste au trône de France. Son héritier, Jean d'Orléans (1965), porte le titre de comte de Paris, mais n'a pas fait usage de celui de duc de France.

## Terme
Contrairement au titre de comte de Paris, celui de duc de France est bien davantage livresque qu'historique, comme celui de roi de France parfois attribué, a posteriori, aux premiers capétiens qui portaient, historiquement, celui de roi des Francs.

## Moyen Âge
Des ouvrages généalogiques du XVIe, au XVIIIe, siècle considèrent que le titre de duc de France a été porté par :
- le roi Pharamond, ancêtre mythique[5] des Mérovingiens ;
- Eudes (né après 852 et mort en 898[6]), comte de Paris et marquis de Neustrie, roi des Francs (888-898), premier roi de la dynastie des Robertiens ;
- Robert Ier (v. 860-923), élu roi de Francie occidentale en 922, fils cadet du comte d'Anjou Robert le Fort (v. 815/30-866) ;
- Hugues le Grand (v. 898-956), comte de Paris, marquis de Neustrie de 923 à 956, puis duc des Francs (ou duc de France) à partir de 936, comte d'Auxerre de 954 à sa mort, père d'Hugues Capet ;
- Hugues Capet, roi des Francs (987-996), fondateur de la dynastie capétienne ;
- Robert II, dit « le Pieux », roi des Francs de 996 à 1031.

## Époque moderne
Ce titre, inédit à l'époque moderne, est repris (après celui de comte de Paris), par Henri d'Orléans (1933-2019), prétendant orléaniste à la Couronne de France, après la mort de son père, Henri d'Orléans (1908-1999), qui portait lui-même le seul titre de comte de Paris.
La seconde épouse d'Henri d'Orléans, Micaela Cousino (1938-2022), princesse de Joinville, en fait usage, mais pas du titre de comtesse de Paris dans un premier temps. Henri d'Orléans aurait fait ce choix par égard pour sa mère, Isabelle d'Orléans-Bragance (1911-2003), comtesse douairière de Paris, pour éviter qu'il y ait simultanément deux comtesses de Paris. À la mort de celle-ci, Micaela Cousino reprend le titre de comtesse de Paris joint à celui de duchesse de France.
Jean d'Orléans (1965), actuel prétendant orléaniste au trône de France, n'a pas fait usage du titre de duc de France depuis la mort de son père.

## Statut juridique
Le titre de duc de France a le statut de titre de courtoisie.